# Schangnau
Schangnau es una comuna suiza del cantón de Berna, situada en el distrito administrativo del Emmental. Limita al norte con las comunas de Eggiwil y Marbach (LU), al este con Flühli (LU), al sur con Habkern, y al oeste con Eriz y Röthenbach im Emmental.
Hasta el 31 de diciembre de 2009 situada en el distrito de Signau.